# Scotland (Géorgie)
Pour les articles homonymes, voir Scotland.
Scotland est une ville américaine située dans les comtés de Telfair et de Wheeler, en Géorgie. Selon le recensement de 2020, sa population est de 173 habitants.